# Liste der Kulturdenkmale im Kreis Herzogtum Lauenburg
In der Liste der Kulturdenkmale im Kreis Herzogtum Lauenburg sind die Kulturdenkmale im schleswig-holsteinischen Kreis Herzogtum Lauenburg aufgelistet.
Grundlage der Einzellisten sind die in den jeweiligen Listen angegebenen Quellen. Die Angaben in den einzelnen Listen ersetzen nicht die rechtsverbindliche Auskunft der zuständigen Denkmalschutzbehörde. Die erforderlichen Denkmaleigenschaften werden im Denkmalschutzgesetz von Schleswig-Holstein festgeschrieben.
Die Bodendenkmale sind in der Liste der Bodendenkmale im Kreis Herzogtum Lauenburg  erfasst.

## Übersicht
| Gemeinde/ Stadt                | Kulturdenkmalliste                                         | Wappen | Lage | Bild eines Kulturdenkmals |
| ------------------------------ | ---------------------------------------------------------- | ------ | ---- | ------------------------- |
| Aumühle                        | Liste der Kulturdenkmale in Aumühle                        |        |      |                           |
| Bäk                            | Liste der Kulturdenkmale in Bäk                            |        |      |                           |
| Basedow (Lauenburg)            | Liste der Kulturdenkmale in Basedow (Lauenburg)            |        |      |                           |
| Basthorst                      | Liste der Kulturdenkmale in Basthorst                      |        |      |                           |
| Behlendorf                     | Liste der Kulturdenkmale in Behlendorf                     |        |      |                           |
| Berkenthin                     | Liste der Kulturdenkmale in Berkenthin                     |        |      |                           |
| Bliestorf                      | Liste der Kulturdenkmale in Bliestorf                      |        |      |                           |
| Börnsen                        | Liste der Kulturdenkmale in Börnsen                        |        |      |                           |
| Borstorf                       | Liste der Kulturdenkmale in Borstorf                       |        |      |                           |
| Breitenfelde                   | Liste der Kulturdenkmale in Breitenfelde                   |        |      |                           |
| Brunstorf                      | Liste der Kulturdenkmale in Brunstorf                      |        |      |                           |
| Büchen                         | Liste der Kulturdenkmale in Büchen                         |        |      |                           |
| Buchholz (Herzogtum Lauenburg) | Liste der Kulturdenkmale in Buchholz (Herzogtum Lauenburg) |        |      |                           |
| Buchhorst                      | Liste der Kulturdenkmale in Buchhorst                      |        |      |                           |
| Dalldorf                       | Liste der Kulturdenkmale in Dalldorf                       |        |      |                           |
| Dassendorf                     | Liste der Kulturdenkmale in Dassendorf                     |        |      |                           |
| Duvensee                       | Liste der Kulturdenkmale in Duvensee                       |        |      |                           |
| Einhaus                        | Liste der Kulturdenkmale in Einhaus                        |        |      |                           |
| Elmenhorst (Lauenburg)         | Liste der Kulturdenkmale in Elmenhorst (Lauenburg)         |        |      |                           |
| Escheburg                      | Liste der Kulturdenkmale in Escheburg                      |        |      |                           |
| Fitzen                         | Liste der Kulturdenkmale in Fitzen                         |        |      |                           |
| Fredeburg                      | Liste der Kulturdenkmale in Fredeburg                      |        |      |                           |
| Fuhlenhagen                    | Liste der Kulturdenkmale in Fuhlenhagen                    |        |      |                           |
| Geesthacht                     | Liste der Kulturdenkmale in Geesthacht                     |        |      |                           |
| Göttin (Lauenburg)             | Liste der Kulturdenkmale in Göttin (Lauenburg)             |        |      |                           |
| Grambek                        | Liste der Kulturdenkmale in Grambek                        |        |      |                           |
| Groß Grönau                    | Liste der Kulturdenkmale in Groß Grönau                    |        |      |                           |
| Groß Pampau                    | Liste der Kulturdenkmale in Groß Pampau                    |        |      |                           |
| Groß Sarau                     | Liste der Kulturdenkmale in Groß Sarau                     |        |      |                           |
| Gudow                          | Liste der Kulturdenkmale in Gudow                          |        |      |                           |
| Gülzow (Lauenburg)             | Liste der Kulturdenkmale in Gülzow (Lauenburg)             |        |      |                           |
| Hamwarde                       | Liste der Kulturdenkmale in Hamwarde                       |        |      |                           |
| Hohenhorn                      | Liste der Kulturdenkmale in Hohenhorn                      |        |      |                           |
| Hornbek                        | Liste der Kulturdenkmale in Hornbek                        |        |      |                           |
| Horst (Lauenburg)              | Liste der Kulturdenkmale in Horst (Lauenburg)              |        |      |                           |
| Juliusburg                     | Liste der Kulturdenkmale in Juliusburg                     |        |      |                           |
| Kankelau                       | Liste der Kulturdenkmale in Kankelau                       |        |      |                           |
| Kastorf                        | Liste der Kulturdenkmale in Kastorf                        |        |      |                           |
| Kittlitz                       | Liste der Kulturdenkmale in Kittlitz                       |        |      |                           |
| Klein Zecher                   | Liste der Kulturdenkmale in Klein Zecher                   |        |      |                           |
| Köthel (Lauenburg)             | Liste der Kulturdenkmale in Köthel (Lauenburg)             |        |      |                           |
| Kröppelshagen-Fahrendorf       | Liste der Kulturdenkmale in Kröppelshagen-Fahrendorf       |        |      |                           |
| Krukow (Lauenburg)             | Liste der Kulturdenkmale in Krukow                         |        |      |                           |
| Krummesse                      | Liste der Kulturdenkmale in Krummesse                      |        |      |                           |
| Krüzen                         | Liste der Kulturdenkmale in Krüzen                         |        |      |                           |
| Kuddewörde                     | Liste der Kulturdenkmale in Kuddewörde                     |        |      |                           |
| Kühsen                         | Liste der Kulturdenkmale in Kühsen                         |        |      |                           |
| Kulpin                         | Liste der Kulturdenkmale in Kulpin                         |        |      |                           |
| Labenz                         | Liste der Kulturdenkmale in Labenz                         |        |      |                           |
| Langenlehsten                  | Liste der Kulturdenkmale in Langenlehsten                  |        |      |                           |
| Lankau                         | Liste der Kulturdenkmale in Lankau                         |        |      |                           |
| Lanze                          | Liste der Kulturdenkmale in Lanze                          |        |      |                           |
| Lauenburg/Elbe                 | Liste der Kulturdenkmale in Lauenburg/Elbe                 |        |      |                           |
| Lehmrade                       | Liste der Kulturdenkmale in Lehmrade                       |        |      |                           |
| Linau                          | Liste der Kulturdenkmale in Linau                          |        |      |                           |
| Lütau                          | Liste der Kulturdenkmale in Lütau                          |        |      |                           |
| Mechow                         | Liste der Kulturdenkmale in Mechow                         |        |      |                           |
| Mölln                          | Liste der Kulturdenkmale in Mölln                          |        |      |                           |
| Müssen                         | Liste der Kulturdenkmale in Müssen                         |        |      |                           |
| Mustin (bei Ratzeburg)         | Liste der Kulturdenkmale in Mustin (bei Ratzeburg)         |        |      |                           |
| Niendorf a. d. St.             | Liste der Kulturdenkmale in Niendorf a. d. St.             |        |      |                           |
| Nusse                          | Liste der Kulturdenkmale in Nusse                          |        |      |                           |
| Panten                         | Liste der Kulturdenkmale in Panten                         |        |      |                           |
| Pogeez                         | Liste der Kulturdenkmale in Pogeez                         |        |      |                           |
| Ratzeburg                      | Liste der Kulturdenkmale in Ratzeburg                      |        |      |                           |
| Ritzerau                       | Liste der Kulturdenkmale in Ritzerau                       |        |      |                           |
| Römnitz                        | Liste der Kulturdenkmale in Römnitz                        |        |      |                           |
| Rondeshagen                    | Liste der Kulturdenkmale in Rondeshagen                    |        |      |                           |
| Roseburg                       | Liste der Kulturdenkmale in Roseburg                       |        |      |                           |
| Sahms                          | Liste der Kulturdenkmale in Sahms                          |        |      |                           |
| Salem (Lauenburg)              | Liste der Kulturdenkmale in Salem (Lauenburg)              |        |      |                           |
| Sandesneben                    | Liste der Kulturdenkmale in Sandesneben                    |        |      |                           |
| Schmilau                       | Liste der Kulturdenkmale in Schmilau                       |        |      |                           |
| Schnakenbek                    | Liste der Kulturdenkmale in Schnakenbek                    |        |      |                           |
| Schretstaken                   | Liste der Kulturdenkmale in Schretstaken                   |        |      |                           |
| Schulendorf                    | Liste der Kulturdenkmale in Schulendorf                    |        |      |                           |
| Schwarzenbek                   | Liste der Kulturdenkmale in Schwarzenbek                   |        |      |                           |
| Seedorf (Lauenburg)            | Liste der Kulturdenkmale in Seedorf (Lauenburg)            |        |      |                           |
| Siebenbäumen                   | Liste der Kulturdenkmale in Siebenbäumen                   |        |      |                           |
| Siebeneichen                   | Liste der Kulturdenkmale in Siebeneichen                   |        |      |                           |
| Steinhorst (Lauenburg)         | Liste der Kulturdenkmale in Steinhorst (Lauenburg)         |        |      |                           |
| Sterley                        | Liste der Kulturdenkmale in Sterley                        |        |      |                           |
| Stubben (Lauenburg)            | Liste der Kulturdenkmale in Stubben (Lauenburg)            |        |      |                           |
| Tramm (Lauenburg)              | Liste der Kulturdenkmale in Tramm (Lauenburg)              |        |      |                           |
| Wangelau                       | Liste der Kulturdenkmale in Wangelau                       |        |      |                           |
| Wentorf bei Hamburg            | Liste der Kulturdenkmale in Wentorf bei Hamburg            |        |      |                           |
| Witzeeze                       | Liste der Kulturdenkmale in Witzeeze                       |        |      |                           |
| Wohltorf                       | Liste der Kulturdenkmale in Wohltorf                       |        |      |                           |
| Woltersdorf (Lauenburg)        | Liste der Kulturdenkmale in Woltersdorf (Lauenburg)        |        |      |                           |
| Worth                          | Liste der Kulturdenkmale in Worth                          |        |      |                           |
| Ziethen (Lauenburg)            | Liste der Kulturdenkmale in Ziethen (Lauenburg)            |        |      |                           |